# Hofanlage Dreihausendorf 3

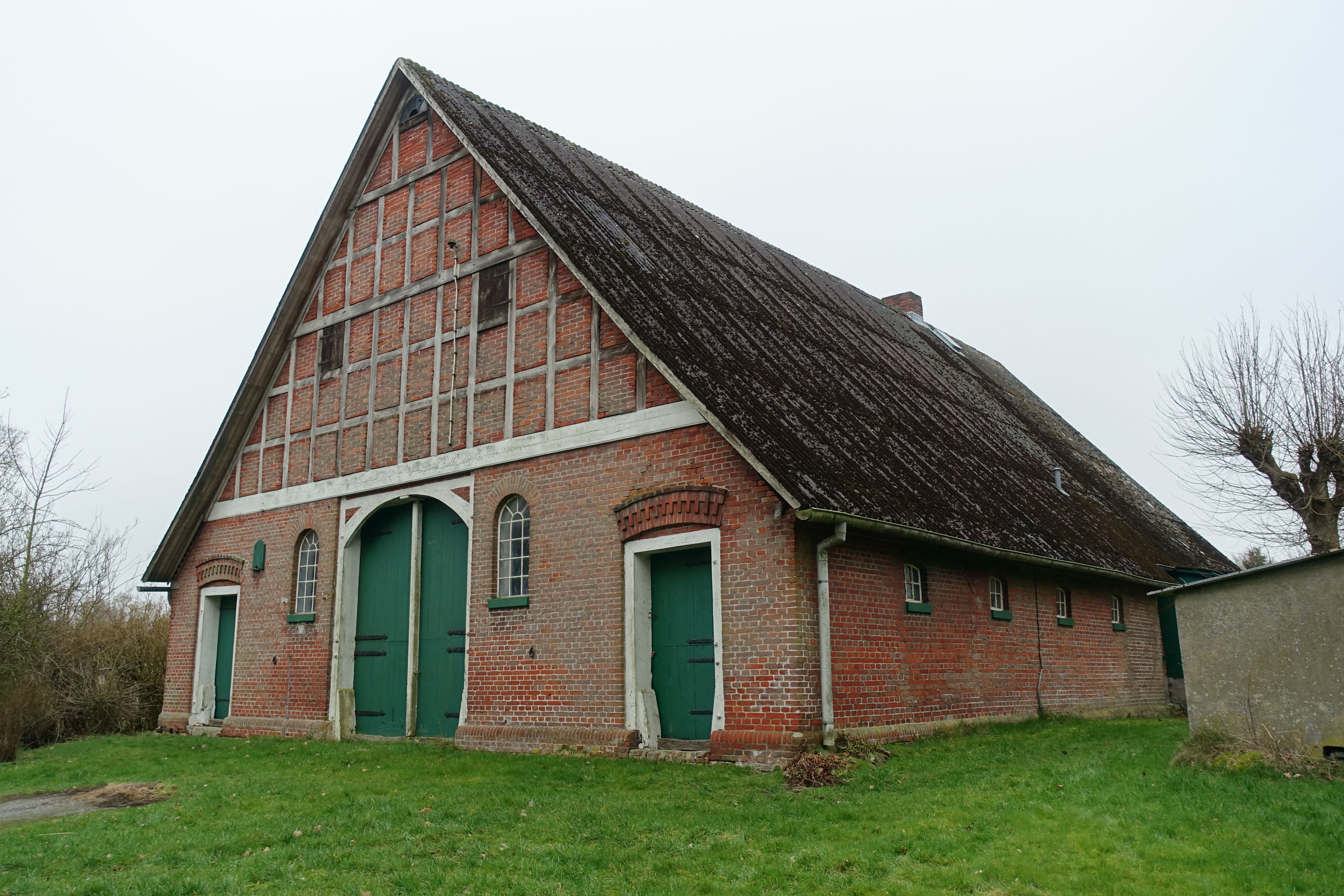
Wohn- und Wirtschaftsgebäude (2023)

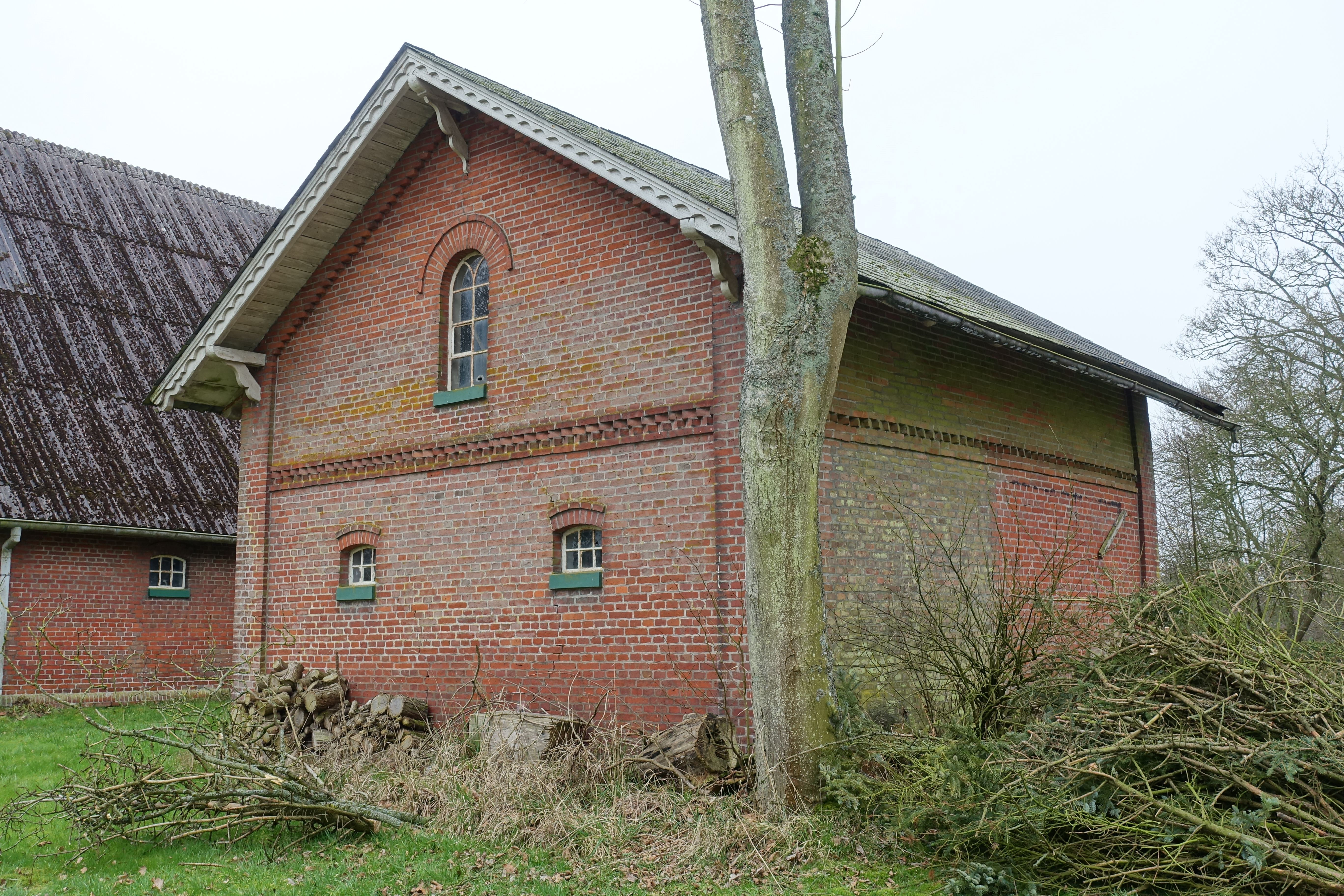
Stallgebäude (2023)

Die  Hofanlage Dreihausendorf 3 in der niedersächsischen Gemeinde Ihlienworth (Samtgemeinde Land Hadeln) im Landkreis Cuxhaven stammt vom Ende des 19. Jahrhunderts. Aktuell (2024) wird sie wohl landwirtschaftlich genutzt.
Die Gebäude stehen unter Denkmalschutz (siehe auch Liste der Baudenkmale in Ihlienworth).

## Beschreibung
Die im Norden und Osten an den Neuen Kanal angrenzende Hofanlage aus dem späten 19. Jahrhundert besteht aus:
- dem eingeschossigen traufständigen Wohn- und Wirtschaftsgebäude von 1884 (Inschrift) als Zweiständer-Hallenhaus in Backstein bzw. Wirtschaftsgiebeldreieck in Fachwerk mit Steinausfachungen, mit Satteldach, im Giebel Gesims, Ortgangverzierungen und Grooter Door mit Segmentbogen[2]
- und dem Stall von um 1890 in Backstein mit schiefergedecktem Satteldach auf hohem Drempel und mit Gesims.[3]

Das Landesdenkmalamt befand u. a.: „… regionstypisch angelegte Hofanlage ….“